# Grand Prix Formule 1 van Argentinië 1977
De Grand Prix Formule 1 van Argentinië 1977 werd gehouden op 9 januari 1977 op het Autódromo Oscar Alfredo Gálvez bij Buenos Aires.

## Uitslag
| Positie | Nr | Rijder             | Team                       | Ronden | Tijd/Opgave         | Startplaats | Punten |
| ------- | -- | ------------------ | -------------------------- | ------ | ------------------- | ----------- | ------ |
| 1       | 20 | Jody Scheckter     | Wolf-Ford                  | 53     | 1:40:11.19          | 11          | 9      |
| 2       | 8  | Carlos Pace        | Brabham-Alfa Romeo         | 53     | +43.24              | 6           | 6      |
| 3       | 12 | Carlos Reutemann   | Ferrari                    | 53     | +46.02              | 7           | 4      |
| 4       | 28 | Emerson Fittipaldi | Copersucar-Fittipaldi-Ford | 53     | +55.48              | 16          | 3      |
| 5       | 5  | Mario Andretti     | Lotus-Ford                 | 51     | Wiellager           | 8           | 2      |
| 6       | 22 | Clay Regazzoni     | Ensign-Ford                | 51     | +2 Ronden           | 12          | 1      |
| 7       | 19 | Vittorio Brambilla | Surtees-Ford               | 48     | Geen benzine        | 13          |        |
| NF      | 10 | Ian Scheckter      | March-Ford                 | 45     | Elektrisch probleem | 17          |        |
| NC      | 16 | Tom Pryce          | Shadow-Ford                | 45     | Niet geklasseerd    | 9           |        |
| NF      | 7  | John Watson        | Brabham-Alfa Romeo         | 41     | Ophanging           | 2           |        |
| NF      | 9  | Alex Ribeiro       | March-Ford                 | 39     | Transmissie         | 20          |        |
| NC      | 26 | Jacques Laffite    | Ligier-Matra               | 37     | Niet geklasseerd    | 15          |        |
| NF      | 4  | Patrick Depailler  | Tyrrell-Ford               | 32     | Oververhitting      | 3           |        |
| NF      | 1  | James Hunt         | McLaren-Ford               | 31     | Ophanging           | 1           |        |
| NF      | 2  | Jochen Mass        | McLaren-Ford               | 28     | Spin                | 5           |        |
| NF      | 3  | Ronnie Peterson    | Tyrrell-Ford               | 28     | Spin                | 14          |        |
| NF      | 29 | Ingo Hoffmann      | Fittipaldi-Ford            | 22     | Motor               | 19          |        |
| NF      | 11 | Niki Lauda         | Ferrari                    | 20     | Benzinesysteem      | 4           |        |
| NF      | 18 | Hans Binder        | Surtees-Ford               | 18     | Ongeluk             | 18          |        |
| NF      | 17 | Renzo Zorzi        | Shadow-Ford                | 2      | Versnellingsbak     | 21          |        |
| NS      | 6  | Gunnar Nilsson     | Lotus-Ford                 |        |                     | 10          |        |

## Wetenswaardigheden
- Het team van Wolf behaalde een overwinning in haar debuutrace, iets dat pas in de Grand Prix van Australië 2009 werd geëvenaard door Brawn GP.

## Statistieken
| Pole-position | James Hunt | McLaren-Ford | 1:48.68 |
| Snelste ronde | James Hunt | McLaren-Ford | 1:51.06 |

## Noot
- Dit was de honderdste snelste ronde voor een Britse coureur.
- Dit was de vijfde Grand Prix-winst voor Jody Scheckter en voor een Zuid-Afrikaanse coureur.

1953 · 1954 · 1955 · 1956 · 1957 · 1958 · 1960 · 1971 · 1972 · 1973 · 1974 · 1975 · 1977 · 1978 · 1979 · 1980 · 1981 · 1995 · 1996 · 1997 · 1998